# Первомайський (Ковровський район)
Первомайський (рос. Первомайский) — селище у Ковровському районі Владимирської області Російської Федерації.
Входить до складу муніципального утворення Новосельське сільське поселення. Населення становить 1341 особу (2010).

## Історія
Населений пункт розташований на землях фіно-угорського народу мещери.
Від 10 квітня 1929 року належить до Ковровського району, утвореного спочатку у складі Івановської промислової області, а відтак від 14 серпня 1944 року у складі новоутвореної Владимирської області.
Згідно із законом від 11 травня 2005 року входить до складу муніципального утворення Новосельське сільське поселення.

## Населення
| 2002 | 2010  |
| ---- | ----- |
| 1385 | ↘1341 |